# Olympiacos FC
Olympiacos Pireu (greacă:ΠΑΕ Ολυμπιακός) este un club de fotbal din Pireu, Grecia care evoluează în Superliga Greacă. Olympiacos este cel mai de succes club grecesc, cucerind un număr record 48 de titluri naționale și 29 de cupe. Totodată echipa a mai reușit eventul de 19 ori. Olympiakos este unicul club grecesc ce a reușit să câștige de 7 ori consecutiv campionatul național, și este una din cele trei echipe din Grecia care nu a retrogradat niciodată în eșalonul inferior. Este, de asemenea, primul club grec care a câștigat o competiție continentală după triumful din UEFA Conference League din 2024.

## Lotul actual de jucători
La 5 februarie 2024.
| Nr. |             | Poziție | Jucător                                                |
| --- | ----------- | ------- | ------------------------------------------------------ |
| 1   | Grecia      | P       | Alexandros Paschalakis                                 |
| 3   | Argentina   | F       | Francisco Ortega                                       |
| 5   | Portugalia  | M       | André Horta (împrumutat de la Braga)                   |
| 6   | Portugalia  | M       | Chiquinho                                              |
| 7   | Grecia      | M       | Kostas Fortounis (căpitan)                             |
| 8   | Spania      | M       | Vicente Iborra                                         |
| 9   | Maroc       | A       | Ayoub El Kaabi                                         |
| 10  | Portugalia  | M       | Gelson Martins                                         |
| 11  | Maroc       | A       | Youssef El Arabi (vice-căpitan)                        |
| 14  | Portugalia  | F       | Rúben Vezo                                             |
| 15  | Grecia      | M       | Sotiris Alexandropoulos (împrumutat de la Sporting CP) |
| 16  | Angola      | F       | David Carmo (împrumutat de la Porto)                   |
| 17  | Capul Verde | M       | Jovane Cabral (împrumutat de la Sporting CP)           |
| 18  | Spania      | F       | Quini                                                  |
| 19  | Grecia      | M       | Georgios Masouras                                      |

| Nr. |            | Poziție | Jucător                                                   |
| --- | ---------- | ------- | --------------------------------------------------------- |
| 20  | Portugalia | M       | João Carvalho                                             |
| 22  | Muntenegru | A       | Stevan Jovetić                                            |
| 23  | Brazilia   | F       | Rodinei                                                   |
| 27  | Anglia     | F       | Omar Richards (împrumutat de la Nottingham Forest)        |
| 29  | Spania     | A       | Fran Navarro (împrumutat de la Porto)                     |
| 32  | Argentina  | M       | Santiago Hezze                                            |
| 36  | Anglia     | F       | Nelson Abbey                                              |
| 41  | Franța     | F       | Giulian Biancone                                          |
| 45  | Grecia     | F       | Panagiotis Retsos                                         |
| 56  | Portugalia | M       | Daniel Podence (împrumutat de la Wolverhampton Wanderers) |
| 74  | Grecia     | F       | Andreas Ntoi                                              |
| 77  | Croația    | M       | Ivan Brnić                                                |
| 88  | Grecia     | P       | Konstantinos Tzolakis                                     |
| 99  | Grecia     | P       | Athanasios Papadoudis                                     |

### Împrumutați
| Nr. |          | Poziție | Jucător                               |
| --- | -------- | ------- | ------------------------------------- |
|     | Senegal  | F       | Ousseynou Ba (la İstanbul Bașakșehir) |
|     | Grecia   | F       | Alexis Kalogeropoulos (la Volos)      |
|     | Brazilia | F       | Ramon (la Cuiabá)                     |
|     | Spania   | M       | Pep Biel (la Augsburg)                |
|     | Guineea  | M       | Aguibou Camara (la Atromitos)         |

| Nr. |            | Poziție | Jucător                                 |
| --- | ---------- | ------- | --------------------------------------- |
|     | Scoția     | M       | Jordan Holsgrove (la Estoril)           |
|     | Camerun    | M       | Pierre Kunde (at Atromitos)             |
|     | Argentina  | M       | Maximiliano Lovera (la Rosario Central) |
|     | Portugalia | M       | Pêpê (la Pafos)                         |
|     | Grecia     | M       | Marios Vrousai (la Rio Ave)             |

## Palmares
| Competiții             | Campioană | Sezoane |
| ---------------------- | --------- | --- |
| Superliga Greacă       | 48        | 1931, 1933, 1934, 1936, 1937,1938 1947, 1948, 1951, 1954, 1955, 1956, 1957, 1958, 1959, 1966, 1967, 1973, 1974, 1975, 1980, 1981, 1982, 1983, 1987, 1997, 1998, 1999, 2000, 2001, 2002, 2003, 2005, 2006, 2007, 2008, 2009, 2011, 2012, 2013, 2014, 2015, 2016, 2017, 2020, 2021, 2022, 2025 |
| Cupa Greciei           | 29        | 1947, 1951, 1952, 1953, 1954, 1957, 1958, 1959, 1960, 1961, 1963, 1965, 1968, 1971, 1973, 1975, 1981, 1990, 1992, 1999, 2005, 2006, 2008, 2009, 2012, 2013, 2015, 2020, 2025 |
| Supercupa Greciei      | 4         | 1980 , 1987, 1992, 2007 |
| Cupa Greciei Mari      | 3         | 1969, 1972,1976 |
| Cupa Balcanică         | 1         | 1963 |
| UEFA Conference League | 1         | 2024 |
| UEFA Youth League      | 1         | 2024 |

- Note:      record

## Statistici

### Evoluția în competițiile europene
Cele mai bune evoluții:
| Sezon                                             |                                                   | Meci                                              |                                                   | Scor                                              |
| Cupa Campionilor Europeni / UEFA Champions League | Cupa Campionilor Europeni / UEFA Champions League | Cupa Campionilor Europeni / UEFA Champions League | Cupa Campionilor Europeni / UEFA Champions League | Cupa Campionilor Europeni / UEFA Champions League |
| ------------------------------------------------- | ------------------------------------------------- | ------------------------------------------------- | ------------------------------------------------- | ------------------------------------------------- |
| 1974–75                                           |                                                   | Olympiacos – Celtic                               |                                                   | 2–0                                               |
| 1974–75                                           |                                                   | Olympiacos – Anderlecht                           |                                                   | 3–0                                               |
| 1983–84                                           |                                                   | Olympiacos – Ajax                                 |                                                   | 2–0                                               |
| 1983–84                                           |                                                   | Olympiacos – Benfica                              |                                                   | 1–0                                               |
| 1997–98                                           |                                                   | Olympiacos – Porto                                |                                                   | 1–0                                               |
| 1998–99                                           |                                                   | Olympiacos – Ajax                                 |                                                   | 1–0                                               |
| 1998–99                                           |                                                   | Olympiacos – Porto                                |                                                   | 2–1                                               |
| 1999–00                                           |                                                   | Olympiacos – Porto                                |                                                   | 1–0                                               |
| 2000–01                                           |                                                   | Olympiacos – Lyon                                 |                                                   | 2–1                                               |
| 2000–01                                           |                                                   | Olympiacos – Valencia                             |                                                   | 1–0                                               |
| 2002–03                                           |                                                   | Olympiacos – Bayer Leverkusen                     |                                                   | 6–2                                               |
| 2003–04                                           |                                                   | Olympiacos – Galatasaray                          |                                                   | 3–0                                               |
| 2004–05                                           |                                                   | Olympiacos – Liverpool                            |                                                   | 1–0                                               |
| 2004–05                                           |                                                   | Olympiacos – AS Monaco                            |                                                   | 1–0                                               |
| 2004–05                                           |                                                   | Olympiacos – Deportivo La Coruña                  |                                                   | 1–0                                               |
| 2005–06                                           |                                                   | Olympiacos – Real Madrid                          |                                                   | 2–1                                               |
| 2007–08                                           |                                                   | Werder Bremen – Olympiacos                        |                                                   | 1–3                                               |
| 2007–08                                           |                                                   | Lazio – Olympiacos                                |                                                   | 1–2                                               |
| 2007–08                                           |                                                   | Olympiacos – Werder Bremen                        |                                                   | 3–0                                               |
| 2009–10                                           |                                                   | Olympiacos – Arsenal                              |                                                   | 1–0                                               |
| 2011–12                                           |                                                   | Olympiacos – Borussia Dortmund                    |                                                   | 3–1                                               |
| 2011–12                                           |                                                   | Marseille – Olympiacos                            |                                                   | 0–1                                               |
| 2011–12                                           |                                                   | Olympiacos – Arsenal                              |                                                   | 3–1                                               |
| 2012–13                                           |                                                   | Montpellier – Olympiacos                          |                                                   | 1–2                                               |
| 2012–13                                           |                                                   | Olympiacos – Arsenal                              |                                                   | 2–1                                               |
| 2013–14                                           |                                                   | Anderlecht – Olympiacos                           |                                                   | 0–3                                               |
| 2013–14                                           |                                                   | Olympiacos – Benfica                              |                                                   | 1–0                                               |
| Cupa Cupelor UEFA / UEFA Cup                      |                                                   |                                                   |                                                   |                                                   |
| 1963–64                                           |                                                   | Olympiacos – Lyon                                 |                                                   | 2–1                                               |
| 1971–72                                           |                                                   | Dinamo Moscova – Olympiacos                       |                                                   | 1–2                                               |
| 1972–73                                           |                                                   | Olympiacos – Cagliari                             |                                                   | 2–1                                               |
| 1972–73                                           |                                                   | Cagliari – Olympiacos                             |                                                   | 0–1                                               |
| 1972–73                                           |                                                   | Olympiacos – Tottenham Hotspur                    |                                                   | 1–0                                               |
| 1979–80                                           |                                                   | Olympiacos – Napoli                               |                                                   | 1–0                                               |
| 1992–93                                           |                                                   | AS Monaco – Olympiacos                            |                                                   | 0–1                                               |
| 1995–96                                           |                                                   | Olympiacos – Sevilla                              |                                                   | 2–1                                               |
| 1999–00                                           |                                                   | Juventus – Olympiacos                             |                                                   | 1–2                                               |
| 2004–05                                           |                                                   | Sochaux – Olympiacos                              |                                                   | 0–1                                               |
| 2008–09                                           |                                                   | Olympiacos – Benfica                              |                                                   | 5–1                                               |
| 2008–09                                           |                                                   | Olympiacos – Hertha Berlin                        |                                                   | 4–0                                               |
| UEFA Europa League                                |                                                   |                                                   |                                                   |                                                   |
| 2011–12                                           |                                                   | Rubin Kazan – Olympiacos                          |                                                   | 0–1                                               |
| 2011–12                                           |                                                   | Metalist Kharkiv – Olympiacos                     |                                                   | 0–1                                               |

| Sezon                                |                                      | Meci                                 |                                      | Scor                                 |
| European Cup / UEFA Champions League | European Cup / UEFA Champions League | European Cup / UEFA Champions League | European Cup / UEFA Champions League | European Cup / UEFA Champions League |
| ------------------------------------ | ------------------------------------ | ------------------------------------ | ------------------------------------ | ------------------------------------ |
| 1974–75                              |                                      | Olympiacos – Anderlecht              |                                      | 3–0                                  |
| 1997–98                              |                                      | Olympiacos – Slavia-Mozyr            |                                      | 5–0                                  |
| 2002–03                              |                                      | Olympiacos – Bayer Leverkusen        |                                      | 6–2                                  |
| 2003–04                              |                                      | Olympiacos – Galatasaray             |                                      | 3–0                                  |
| 2007–08                              |                                      | Werder Bremen – Olympiacos           |                                      | 1–3                                  |
| 2007–08                              |                                      | Olympiacos – Werder Bremen           |                                      | 3–0                                  |
| 2011–12                              |                                      | Olympiacos – Borussia Dortmund       |                                      | 3–1                                  |
| 2013–14                              |                                      | Anderlecht – Olympiacos              |                                      | 0–3                                  |
| Cupa Cupelor UEFA                    |                                      |                                      |                                      |                                      |
| 1968–69                              |                                      | Olympiacos – Dunfermline Athletic    |                                      | 3–0                                  |
| 1986–87                              |                                      | Olympiacos – Union Luxembourg        |                                      | 3–0                                  |
| 1986–87                              |                                      | Union Luxembourg – Olympiacos        |                                      | 0–3                                  |
| 1992–93                              |                                      | Chornomorets Odesa – Olympiacos      |                                      | 0–3                                  |
| UEFA Cup / Europa League             |                                      |                                      |                                      |                                      |
| 1993–94                              |                                      | Olympiacos – Botev Plovdiv           |                                      | 5–1                                  |
| 2008–09                              |                                      | Olympiacos – Nordsjælland            |                                      | 5–0                                  |
| 2008–09                              |                                      | Olympiacos – Benfica                 |                                      | 5–1                                  |
| 2008–09                              |                                      | Olympiacos – Hertha Berlin           |                                      | 4–0                                  |
| 2010–11                              |                                      | Besa Kavajë – Olympiacos             |                                      | 0–5                                  |
| 2010–11                              |                                      | Olympiacos – Besa Kavajë             |                                      | 6–1                                  |

### Recorduri în campionatul național
|                                                | Record                                        |
| ---------------------------------------------- | --------------------------------------------- |
| Cea mai mare victorie                          | 11–0 (vs Fostiras, 1973–74)                   |
| Cele mai multe victorii în sezon               | 30 (1999–00)                                  |
| Cele mai multe goluri marcate în sezon         | 102 (1973–74)                                 |
| Cele mai puține goluri marcate în sezon        | 13 (1972–73)                                  |
| Cea mai lungă serie de victorii                | 16 (8th day of 2005–06 – 23rd day of 2005–06) |
| Cea mai lungă serie de meciuri fără înfrângere | 58 (3rd day of 1972–73 – 27th day of 1973–74) |

## Istoricul antrenorilor
| Perioada  | Nume             | Naționalitate |
| --------- | ---------------- | ------------- |
| 2022-     | Carlos Corberán  | Spania        |
| 2018-2022 | Pedro Martins    | Portugalia    |
| 2018      | Óscar García     | Spania        |
| 2017-2018 | Takis Lemonis    | Grecia        |
| 2016-2017 | Paulo Bento      | Portugalia    |
| 2015-2016 | Marco Silva      | Spania        |
| 2015      | Vítor Pereira    | Portugalia    |
| 2013-2015 | Míchel           | Spania        |
| 2012-2013 | Leonardo Jardim  | Portugalia    |
| 2010-2012 | Ernesto Valverde | Spania        |
| 2010      | Ewald Lienen     | Germania      |
| 2010      | Bozidar Bandovic | Serbia        |
| 2009-2010 | Zico             | Brazilia      |
| 2009      | Bozidar Bandovic | Serbia        |
| 2009      | Temuri Ketsbaia  | Georgia       |
| 2008-2009 | Ernesto Valverde | Spania        |
| 2007-2008 | José Segura      | Spania        |
| 2006-2008 | Takis Lemonis    | Grecia        |
| 2005-2006 | Trond Sollied    | Norvegia      |
| 2004-2005 | Dušan Bajević    | Iugoslavia    |
| 2004-2005 | Nikos Alefantos  | Grecia        |

| Nume      | Naționalitate        | Perioada             |
| --------- | -------------------- | -------------------- |
| 2003-2004 | Oleg Protasov        | Ucraina              |
| 2002-2003 | Srečko Katanec       | Slovenia             |
| 2000-2002 | Takis Lemonis        | Grecia               |
| 1999-2000 | Ioannis Matzourakis  | Grecia               |
| 1999-2000 | Alberto Bigon        | Italia               |
| 1996-1999 | Dušan Bajević        | Iugoslavia           |
| 1995-1996 | Kazimierz Górski     | Polonia              |
| 1994-1995 | Thijs Libregts       | Țările de Jos        |
| 1994      | Nikos Alefantos      | Grecia               |
| 1993-1994 | Ljupko Petrović      | Iugoslavia           |
| 1990-1993 | Oleg Blokhin         | Ucraina              |
| 1989-1990 | Imre Komora          | Ungaria              |
| 1988-1989 | Jacek Gmoch          | Polonia              |
| 1987-1988 | Thijs Libregts       | Țările de Jos        |
| 1986-1987 | Alketas Panagoulias  | Grecia               |
| 1984-1985 | Georg Keßler         | Germania             |
| 1983-1984 | Nikos Alefantos      | Grecia               |
| 1983-1984 | Heinz Höher          | Germania             |
| 1981-1983 | Alketas Panagoulias  | Grecia               |
| 1981-1982 | Helmut Senekowitsch  | Austria              |
| 1980-1981 | Kazimierz Górski     | Polonia              |
| 1927-1979 | Ligi neprofesioniste | Ligi neprofesioniste |
| 1977-1980 | Todor Veselinović    | Iugoslavia           |
| 1976-77   | Les Shannon          | Anglia               |
| 1976      | Giorgos Darivas      | Grecia               |
| 1975-76   | Vic Buckingham       | Anglia               |
| 1972-75   | Lakis Petropoulos    | Grecia               |
| 1971-72   | Alan Ashman          | Anglia               |
| 1970-71   | Dan Georgiadis       | Grecia               |
| 1969-70   | Stjepan Bobek        | Iugoslavia           |

| Nume      | Naționalitate                  | Perioada        |
| --------- | ------------------------------ | --------------- |
| 1969      | Thanasis Bebis                 | Grecia          |
| 1968-69   | Ljubiša Spajić                 | Iugoslavia      |
| 1967-68   | Soulis Kinley                  | Grecia          |
| 1965-67   | Márton Bukovi                  | Ungaria         |
| 1964-65   | Nándor Cserna                  | Ungaria         |
| 1963-64   | András Dolgos                  | Ungaria         |
| 1962-63   | Giannis Helmis                 | Grecia          |
| 1962      | Alekos Chatzistavridis         | Grecia          |
| 1960-62   | Kiril Simonovski               | Iugoslavia      |
| 1958-60   | Bruno Vale                     | Italia          |
| 1957-58   | Tibor Kemény                   | Ungaria         |
| 1956-57   | Prvoslav Dragićević            | Iugoslavia      |
| 1955-1956 | Vangelis Helmis Giannis Helmis | Grecia · Grecia |
| 1955      | Kostas Negrepontis             | Grecia          |
| 1954-1955 | Theologos Symeonidis           | Grecia          |
| 1950-1954 | Vangelis Helmis Giannis Helmis | Grecia · Grecia |
| 1948-1950 | Theologos Symeonidis           | Grecia          |
| 1945-1947 | Themos Asderis                 | Grecia          |
| 1938      | Tibor Esser                    | Ungaria         |
| 1937-1938 | Peter Lantz                    | Austria         |
| 1936-1937 | Jan Kopřiva                    | Cehoslovacia    |
| 1935-1936 | Nikos Panopoulos               | Grecia          |
| 1934-1935 | Peter Pispaloou                | Germania        |
| 1933-1934 | Jan Kopřiva                    | Cehoslovacia    |
| 1932-1933 | Tibor Esser                    | Ungaria         |
| 1930-1932 | Josef Kovacs                   | Ungaria         |
| 1927-1930 | Jan Kopřiva                    | Cehoslovacia    |
| 1925-1927 | Yiannis Andrianopoulos         | Grecia          |

## Președinți
| Nume                   | Naționalitate | Perioada                        |
| ---------------------- | ------------- | ------------------------------- |
| Michalis Manouskos     | Grecia        | 1925–1928, 1937–1939, 1945–1950 |
| Thanasis Mermigas      | Grecia        | 1929–1931, 1953–1954            |
| Takis Zakkas           | Grecia        | 1931, 1936                      |
| Yiannis Andrianopoulos | Grecia        | 1932, 1933–1935                 |
| Giannis Barbaressos    | Grecia        | 1946                            |
| Giorgos Andrianopoulos | Grecia        | 1954–1967                       |
| Kostas Bouzakis        | Grecia        | 1967–1969                       |
| Tasos Oikonomou        | Grecia        | 1969–1970                       |
| Eutixios Goumas        | Grecia        | 1970–1971                       |
| Aristides Skylitsis    | Grecia        | 1971                            |
| Dimitris Vadanis       | Grecia        | 1971–1972                       |

| Nume                | Naționalitate | Perioada                   |
| ------------------- | ------------- | -------------------------- |
| Nikos Goulandris    | Grecia        | 1972–1975                  |
| Kostas Thanopoulos  | Grecia        | 1975, 1976–1978            |
| Periklis Lanaras    | Grecia        | 1975                       |
| Iraklis Tsitsalis   | Grecia        | 1978–1979                  |
| Stauros Daifas      | Grecia        | 1979–1985, 1986, 1992–1994 |
| Nikos Euthimiou     | Grecia        | 1986                       |
| Giorgos Koskotas    | Grecia        | 1987–1988                  |
| Argyris Saliarelis  | Grecia        | 1988–1992                  |
| Giorgos Banasakis   | Grecia        | 1992                       |
| Sokratis Kokkalis   | Grecia        | 1993–2011                  |
| Evangelos Marinakis | Grecia        | 2011–                      |

|  |  |  |